# St. Georg (Stubenberg)

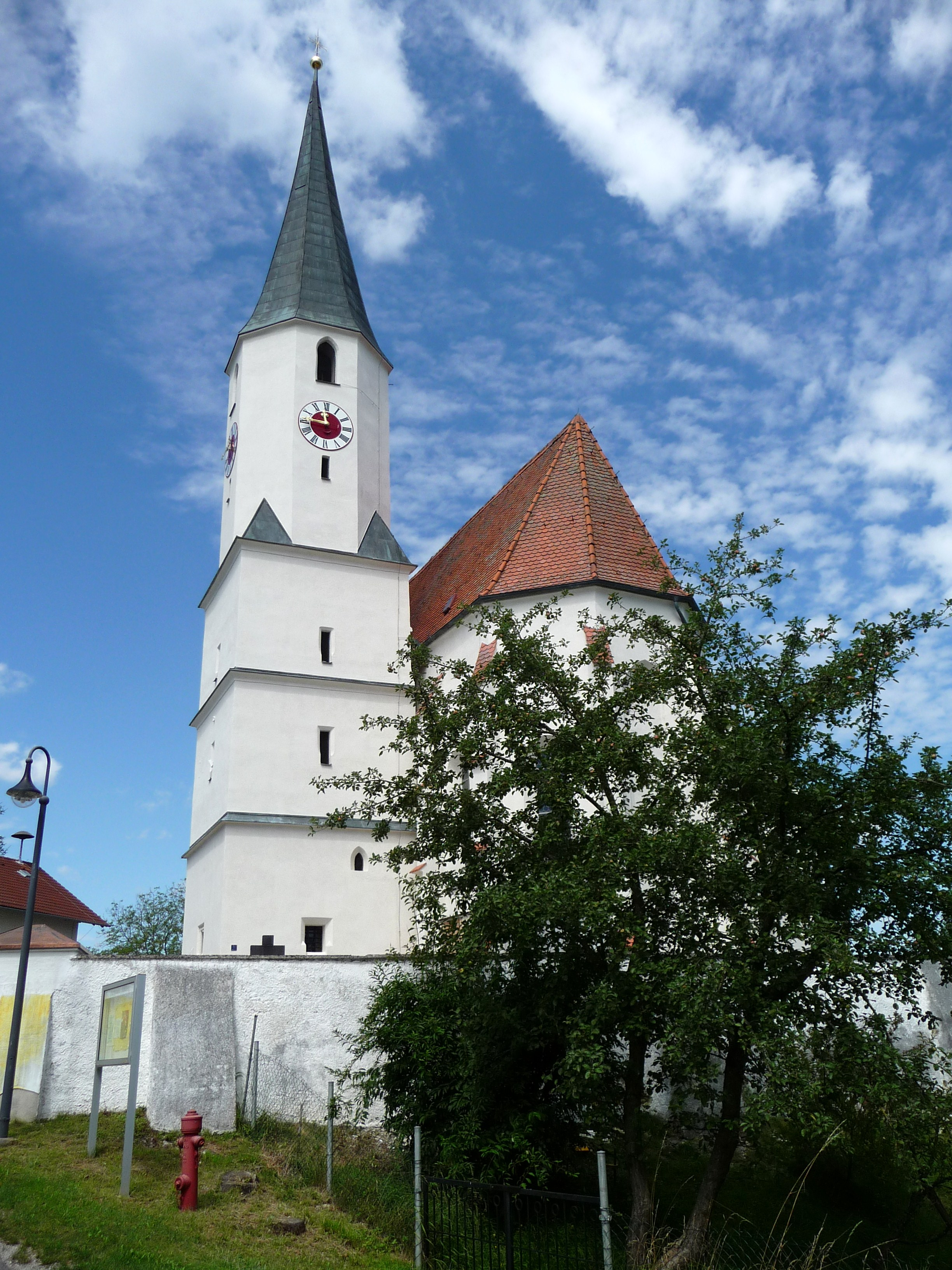
Pfarrkirche St. Georg in Stubenberg

Die den Heiligen Georg und Urban geweihte Pfarrkirche Stubenberg liegt in der niederbayerischen Gemeinde Stubenberg.

## Geschichte
Die Kirche entstand, wie auch das Patrozinium des Ritterpatrons hl. Georg belegt, als Schlosskirche von Schloss Stubenberg. Die Edlen von Stubenberg haben im 13. Jahrhundert mit ihrer Burg zugleich eine Kirche erbaut. Um 1270 wird ein Wulfingus de Stubenberg in der ältesten kirchlichen Urkunde von Stubenberg genannt. Nach dem Aussterben der Stubenberger kamen Burg und Kirche um 1500 an die Closen, 1513 an die Paumgartner und 1569 an die Höhenkirchner, eine Nebenlinie der Baumgartner. Die letzten adeligen Besitzer waren die Lerchenfeld zu Aham.
1442 wird eine Wallfahrt zu dem Marienbild in der Stubenberger Kirche urkundlich erwähnt. Die Wallfahrt zu Stubenberg ist in den letzten Jahren wieder in Mode gekommen. Anlass war 1992 das 550-jährige Jubiläum dieser Wallfahrt.
Während des Österreichischen Erbfolgekrieges wurde das Schloss am 9. Mai 1743 in Brand gesetzt und auch die gotische Kirche schwer beschädigt. Beim Wiederaufbau wurde die Kirche an der Nordseite durch ein zweijochiges Seitenschiff erweitert; dieses bildet heute die sogenannte Frauenkapelle. 1722 hatte ein großer Pilgerstrom nach Stubenberg begonnen, durch den die Notwendigkeit eines Ausbaus der Kirche entstand. Pfarrer Antonius Käser (1739–1785) zählt in seinem Mirakelbuch Verzeichnuß der von der Wunderthätigen Gnadenbildniß Maria erwiesene Guettthaten 96 wunderbare Begebenheiten auf, die den Anfang der Wallfahrt gebildet haben sollen. Darunter auch dieses: „1716 kam der churbaierische Füsilier Weeger in die Kirche von Stubenberg, um vom Muttergottesbild die als Votivgaben zurückgelassen Schmuckgegenstände zu rauben. Als er seine Hand danach ausstreckte, fasste ihn Maria bei der Hand und ließ ihn nicht mehr los, bis er verhaftet wurde. Sie sagte ihm, sie werde dieses Mal sein Leben noch verschonen, prophezeite ihm aber, dass er in sechs Jahren hingerichtet werden würde, da er das Rauben nicht lassen könne.“ Diese Vorhersage soll am 6. Mai 1722 tatsächlich eingetreten sein, denn damals wurde er in Eggenfelden am Galgen hingerichtet.
1812 wurden Stubenberg und die Nachbarpfarreien vom Bistum Passau abgetrennt und der Erzdiözese Salzburg einverleibt. Am 14. Juli 1816 wurde dies wieder rückgängig gemacht. Heute gehört Stubenberg zum Dekanat Simbach am Inn der Diözese Passau.

## Architektur
Die ursprünglich gotische Kirche wurde nach dem Brand von 1743 umgestaltet. Sie erhielt ein Tonnengewölbe, das von Carl Johann Gasteiger mit Fresken ausgemalt wurde. Die ehemaligen Wandpfeiler wurden ummantelt und in Pilaster mit geschweiften Profilen umgestaltet. 
Das dreijochige Langhaus wird von einem Tonnengewölbe mit Stichkappen, der zweijochigen Chor von einem Schalengewölbe überspannt. Die Westempore auf quadratischen Stützpfeilern mit einem Kreuzrippengewölbe stammt von dem gotischen Kirchenbau.
Die Kirche besteht aus verputztem Steinmauerwerk (Nagelfluh).
Der dreigeschossige, quadratische Kirchturm hat einen zweigeschossigen, achteckigen Aufbau mit einem Spitzhelm.
Er ist aus Ziegeln gemauert. 
Die Kirche wurde zwischen 1973 und 1978 renoviert und am 29. November 1978 von Bischof Antonius Hofmann neu geweiht.

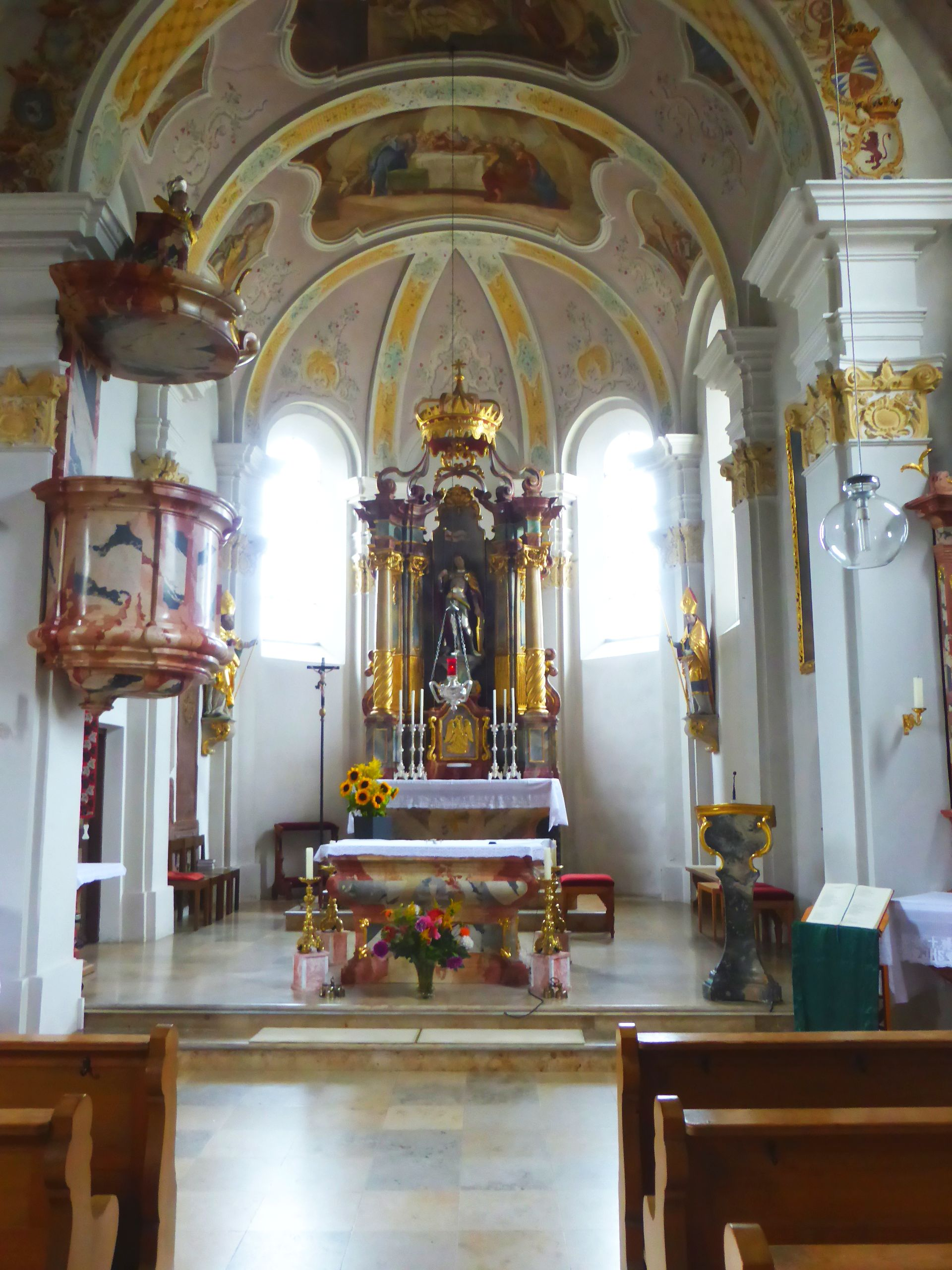
Hauptaltar der Pfarrkirche Stubenberg

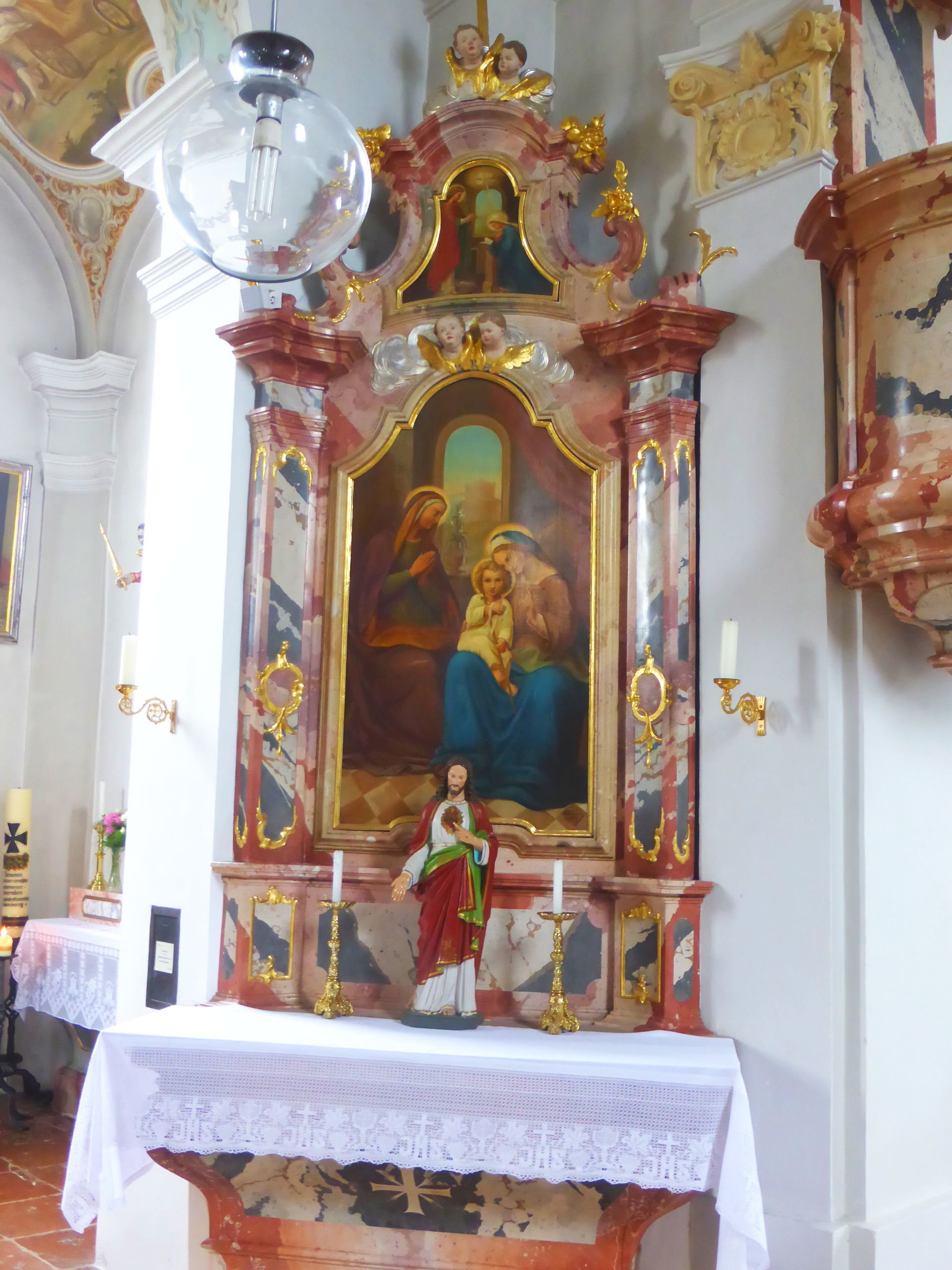
Linker Seitenaltar der Pfarrkirche Stubenberg

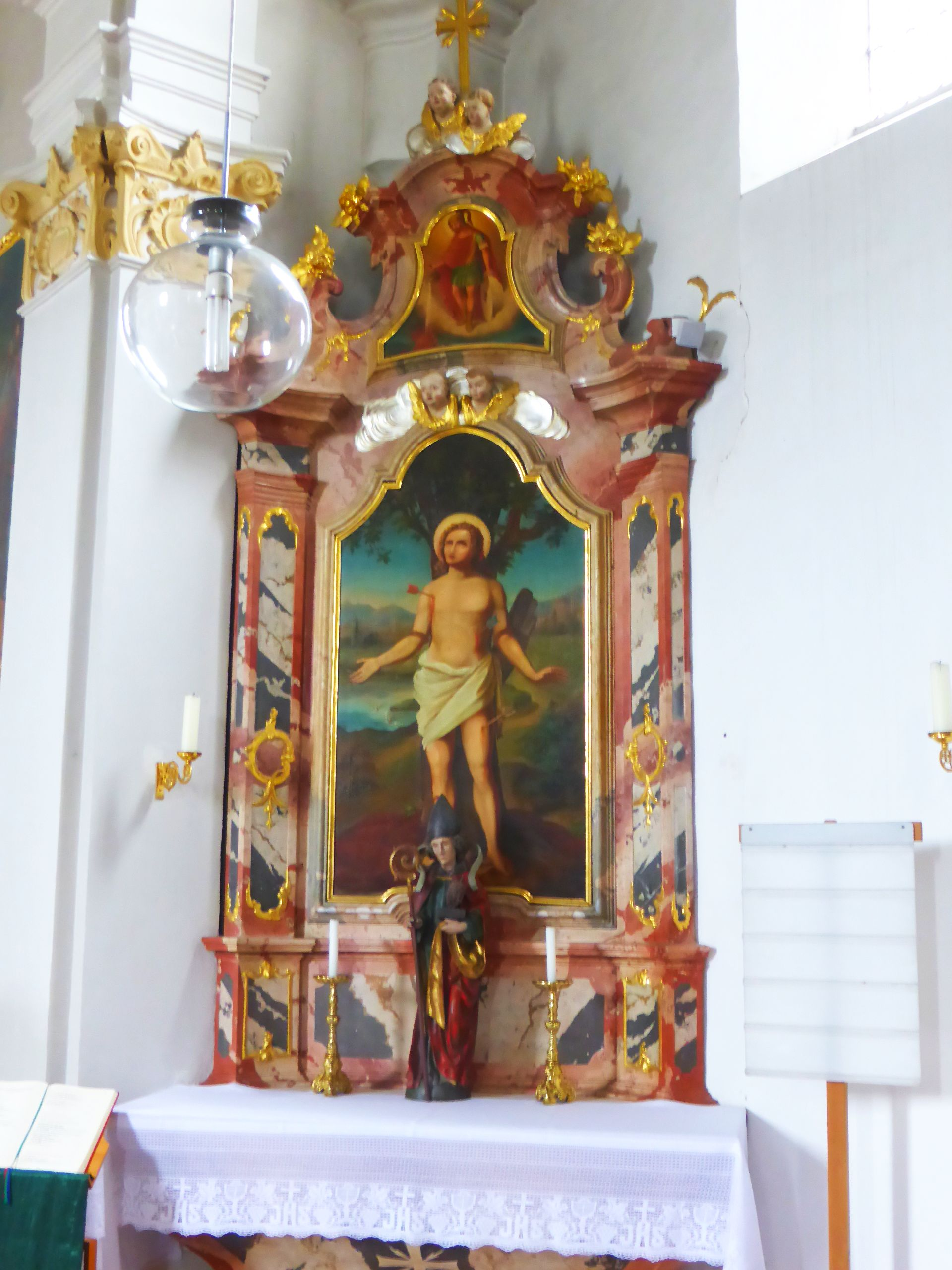
Rechter Seitenaltar der Pfarrkirche Stubenberg

## Ausstattung
Die Fresken des Chores und des Langhauses sind 1773 von Carl Johann Gasteiger. Im Chor werden die zwölf Apostel um einen gedeckten Tisch in einem palastartigen Bau sowie das letzte Abendmahl dargestellt. Ein zweites Bild schildert das Martyrium des hl. Viktor – (Viktor von Xanten oder Papst Viktor I.). Die Fresken des Langhauses stellen im Mittelbild die Aufnahme des hl. Georg und der hl. Margarethe in den Himmel, in den Stichkappen die zwölf Apostel und in den Gewölbezwickeln die vier Kirchenväter.
Der barocke Hochaltar wird von zwei freistehenden, unten gedrehten Säulen gerahmt. Vier über Eck gestellte Pilaster tragen auf Kapitellen das Gebälk, über dem eine goldene Krone schwebt. Der Altar wurde vermutlich von Martin Haller, einem Schüler von Joseph Deutschmann, geschaffen. Auf dem Hochaltar steht die Figur des heiligen Georg. Das Hochaltarbild malte der Tiroler Pater Ignaz Keill, ein Schüler des Johann Jakob Zeiller. 
Der Altar wurde erst 1978 hier aufgestellt; er stammt aus der Portenkirche St. Margaretha in Fürstenzell.
Die beiden Seitenaltäre und die Kanzel sind aus der Zeit des Rokoko um 1773. Das linke Altarbild zeigt Anna selbdritt, das rechte den hl. Sebastian und im Auszug den hl. Florian. Über dem Portal ist eine spätgotische Madonna, die mit beiden Händen ihr Kind hält, (entstanden um 1510 bis 1520).
In und an der Kirche befinden sich sechzehn Grabsteine, welche von den Förderern und Gründern der Kirche stammen, z. B. von Peter Paumgartner, Kanzler zu Landshut, Joseph Reichsgraf von Baumgarten, Carl Sebastian Adam Thaddäus Aloisius Reichsgraf von Baumgarten oder Hans von Closen.
In der Frauenkapelle ist das Gnadenbild, eine Marienstatue mit Kind, an der Stirnwand aufgestellt. Davor steht ein achteckiger Taufstein aus geflecktem Marmor aus der Erbauungszeit der Kirche. In den Deckengemälden wird das Gnadenbild von Engeln in den Himmel getragen. In der zweiten Gewölbekuppel werden die fünfzehn Sätze des freudenreichen, schmerzhaften und glorreichen Rosenkranzes dargestellt. Inmitten der Rosenkranzgeheimnisse wird Maria von der Dreifaltigkeit Gottes gekrönt.
Auf dem Chorbogen der Kirche sind Adelswappen gemalt und mit stuckierten Kronen geschmückt, in der Mitte das große Wappen von Max Graf von Paumgarten von Frauenstein, das zwei von zwei strandartentragenden Greifen gestützt wird.